# Liste der portugiesischen Abgeordneten zum EU-Parlament (2019–2024)
Die Liste der portugiesischen Abgeordneten zum EU-Parlament (2019–2024) listet alle portugiesischen Mitglieder des 9. Europäischen Parlaments nach der Europawahl in Portugal 2019.

## Aktuelle Mandatsstärke der Parteien
- GUE/NGL: 4
- S&D: 9
- G/EFA: 1
- EVP: 7

| Nationale Partei                                       | Mandate | Fraktion |
| ------------------------------------------------------ | ------- | --- |
| Partido Socialista (PS)                                | 9       | Fraktion der Progressiven Allianz der Sozialdemokraten im Europäischen Parlament (S&D)                                                                   |
| Partido Social Democrata (PSD)                         | 6       | Fraktion der Europäischen Volkspartei (EVP) |
| Centro Democrático e Social – Partido Popular (CDS-PP) | 1       | Fraktion der Europäischen Volkspartei (EVP) |
| Bloco de Esquerda (BE)                                 | 2       | Konföderale Fraktion der Vereinten Europäischen Linken/Nordischen Grünen Linken (GUE/NGL)Die Linke im Europäischen Parlament – GUE/NGL (ab 1. Jan. 2021) |
| Partido Comunista Português (PCP)                      | 2       | Konföderale Fraktion der Vereinten Europäischen Linken/Nordischen Grünen Linken (GUE/NGL)Die Linke im Europäischen Parlament – GUE/NGL (ab 1. Jan. 2021) |
| Parteilose Abgeordnete                                 | 1       | Die Grünen/Europäische Freie Allianz (G/EFA) |
| SUMME                                                  | 21      | |

## Abgeordnete
| Bild | Name                        | geb. | MEP seit      | Wahlkreis | Partei | Fraktion | Kommentar                                                                       |
| ---- | --------------------------- | ---- | ------------- | --------- | ------ | -------- | ------------------------------------------------------------------------------- |
|      | João Albuquerque            | 1986 | 13. Sep. 2022 | Portugal  | PS     | S&D      | am 13. September 2022 für Manuel Pizarro Castro nachgerückt                     |
|      | Álvaro Amaro                | 1953 | 2. Juli 2019  | Portugal  | PSD    | EVP      | Abgeordneter bis zum 6. Juli 2023                                               |
|      | Vasco Becker-Weinberg       | 1979 | 26. März 2024 | Portugal  | CDS-PP | EVP      | am 26. März 2024 für Nuno Melo nachgerückt                                      |
|      | André Bradford              | 1970 | 2. Juli 2019  | Portugal  | PS     | S&D      | am 18. Juli 2019 verstorben                                                     |
|      | Isabel Estrada Carvalhais   | 1973 | 3. Sep. 2019  | Portugal  | PS     | S&D      | am 3. September 2019 für André Bradford nachgerückt                             |
|      | Maria da Graça Carvalho     | 1955 | 2. Juli 2019  | Portugal  | PSD    | EVP      | Abgeordneter bis zum 1. April 2024                                              |
|      | Sara Cerdas                 | 1989 | 2. Juli 2019  | Portugal  | PS     | S&D      |                                                                                 |
|      | Carlos Coelho               | 1960 | 7. Juli 2023  | Portugal  | PSD    | EVP      | am 7. Juli 2023 für Álvaro Amaro nachgerückt                                    |
|      | Ana Miguel dos Santos       | 1981 | 2. Apr. 2024  | Portugal  | PSD    | EVP      | am 2. April 2024 für Paulo Rangel nachgerückt                                   |
|      | Isabel Estrada Carvalhais   | 1976 | 2. Juli 2019  | Berlin    | PS     | S&D      |                                                                                 |
|      | José Manuel Fernandes       | 1967 | 14. Juli 2009 | Portugal  | PSD    | EVP      | Abgeordneter bis zum 1. April 2024                                              |
|      | João Ferreira               | 1978 | 14. Juli 2009 | Portugal  | PCP    | GUE/NGL  | Abgeordneter bis zum 5. Juli 2021                                               |
|      | Francisco Guerreiro         | 1984 | 2. Juli 2019  | Portugal  | Unabh. | G/EFA    | Ist im Juni 2020 aus der Partei Pessoas – Animais – Natureza (PAN) ausgetreten. |
|      | José Gusmão                 | 1976 | 2. Juli 2019  | Portugal  | BE     | GUE/NGL  |                                                                                 |
|      | Maria Manuel Leitão Marques | 1952 | 2. Juli 2019  | Portugal  | PS     | S&D      |                                                                                 |
|      | João Pimenta Lopes          | 1980 | 6. Juli 2021  | Portugal  | PCP    | GUE/NGL  | am 6. Juli 2021 für João Ferreira nachgerückt                                   |
|      | Margarida Marques           | 1954 | 2. Juli 2019  | Portugal  | PS     | S&D      |                                                                                 |
|      | Pedro Marques               | 1976 | 2. Juli 2019  | Portugal  | PS     | S&D      |                                                                                 |
|      | Marisa Matias               | 1976 | 14. Juli 2009 | Portugal  | BE     | GUE/NGL  | Abgeordnete bis zum 25. März 2024                                               |
|      | Nuno Melo                   | 1966 | 14. Juli 2009 | Portugal  | CDS-PP | EVP      | Abgeordneter bis zum 25. März 2024                                              |
|      | Cláudia Monteiro de Aguiar  | 1982 | 1. Juli 2014  | Portugal  | PSD    | EVP      | Abgeordnete bis zum 4. April 2024                                               |
|      | Ricardo Morgado             | 1987 | 5. Apr. 2024  | Portugal  | PSD    | EVP      | am 5. April 2024 für Cláudia Monteiro de Aguiar nachgerückt                     |
|      | Vânia Neto                  | 1979 | 2. Apr. 2024  | Portugal  | PSD    | EVP      | am 2. April 2024 für Maria da Graça Carvalho nachgerückt                        |
|      | Lídia Pereira               | 1991 | 2. Juli 2019  | Portugal  | PSD    | EVP      |                                                                                 |
|      | Pedro Silva Pereira         | 1962 | 1. Juli 2014  | Portugal  | PS     | S&D      |                                                                                 |
|      | Sandra Brito Pereira        | 1977 | 2. Juli 2019  | Portugal  | PCP    | GUE/NGL  |                                                                                 |
|      | Manuel Pizarro Castro       | 1964 | 2. Juli 2019  | Portugal  | PS     | S&D      | Abgeordneter bis zum 9. September 2022                                          |
|      | Paulo Rangel                | 1968 | 14. Juli 2009 | Portugal  | PSD    | EVP      | Abgeordneter bis zum 1. April 2024                                              |
|      | Anabela Rodrigues           | 1976 | 26. März 2024 | Portugal  | BE     | GUE/NGL  | am 26. März 2024 für Marisa Matias nachgerückt                                  |
|      | Isabel Santos               | 1968 | 2. Juli 2019  | Portugal  | PS     | S&D      |                                                                                 |
|      | Teófilo Santos              | 1951 | 2. Apr. 2024  | Portugal  | PSD    | EVP      | am 2. April 2024 für José Manuel Fernandes nachgerückt                          |
|      | Carlos Zorrinho             | 1959 | 1. Juli 2014  | Portugal  | PS     | S&D      |                                                                                 |